# جيك هارتفورد
جيك هارتفورد (بالإنجليزية: Jake Hartford)‏ هو مقدم برامج إذاعية أمريكي، ولد في 1 ديسمبر 1949، وتوفي في 12 يناير 2013 بسبب نوبة قلبية.